# Иљаз Куртеши
Иљаз Куртеши (алб. Ilaz Kurteshi; Доње Љубиње, код Призрена, 15. март 1927 — Приштина, 13. фебруар 2016) био је учесник Народноослободилачке борбе и друштвено-политички радник СФР Југославије, СР Србије и САП Косова.

## Биографија
Иљаз Куртеши рођен је 15. марта 1927. године у Доњем Љубињу код Призрена. Завршио је Високу школу политичких наука у Београду. Члан Комунистичке партије Југославије постао је 1949. године.
Радио је као висококвалификовани радник у „Трепчи“, био је председник радничког савета и управног одбора и секретар СК, потпредседник и председник Обласног већа синдиката, председник организационе комисије Покрајинског комитета СК, организациони секретар Покрајинског комитета СК за Косово, радио у Централном комитету Савеза комуниста Србије.
Више је пута биран за одборника Обласног народног одбора Косова и за посланика Већа произвођача Републичке и Савезне скупштине. На Осмом конгресу СКЈ биран је за члана Контролне комисије Савеза комуниста Југославије. Био је и члан Централног комитета Савеза комуниста Југославије.
Од 7. маја 1969. до марта 1974. године био је председник Народне скупштине САП Косова. За време његовог мандата САП Косово је добило фактички статус федералне јединице СФР Југославије. Од маја 1983. до марта 1984. године био је председник Покрајинског комитета Савеза комуниста Косова.
Допринео је стварању Универзитета у Приштини, Радио−телевизије Приштина, Народне и универзитетске библиотеке Косова, Академије наука и уметности Косова и Албанолошког института.
Био је део косовске делегације на преговорима у Рамбујеу 1999. године.
Последња функција коју је обављао била је председник Савеза пензионера Косова.
Преминуо је 13. фебруара 2016. године у Приштини, а сахрањен је у родном селу Доње Љубиње.